# Volta do mar
"Volta do mar", "Volta do mar largo" o "Volta do largo" o Volta da mina, più o meno traducibili in italiano come ''giro di mare'', è il nome con cui si definisce una tecnica di navigazione utilizzata nei lunghi viaggi oceanici e risalente all'epoca delle grandi esplorazioni portoghesi del XV secolo. Questa tecnica consiste nel descrivere un lungo arco per evitare la zona centrale di bonaccia e approfittare di venti e correnti permanenti favorevoli, che girano in senso orario nell'emisfero nord e in senso anti-orario nell'emisfero sud, determinati dalla circolazione atmosferica e dall'effetto Coriolis.

## Storia

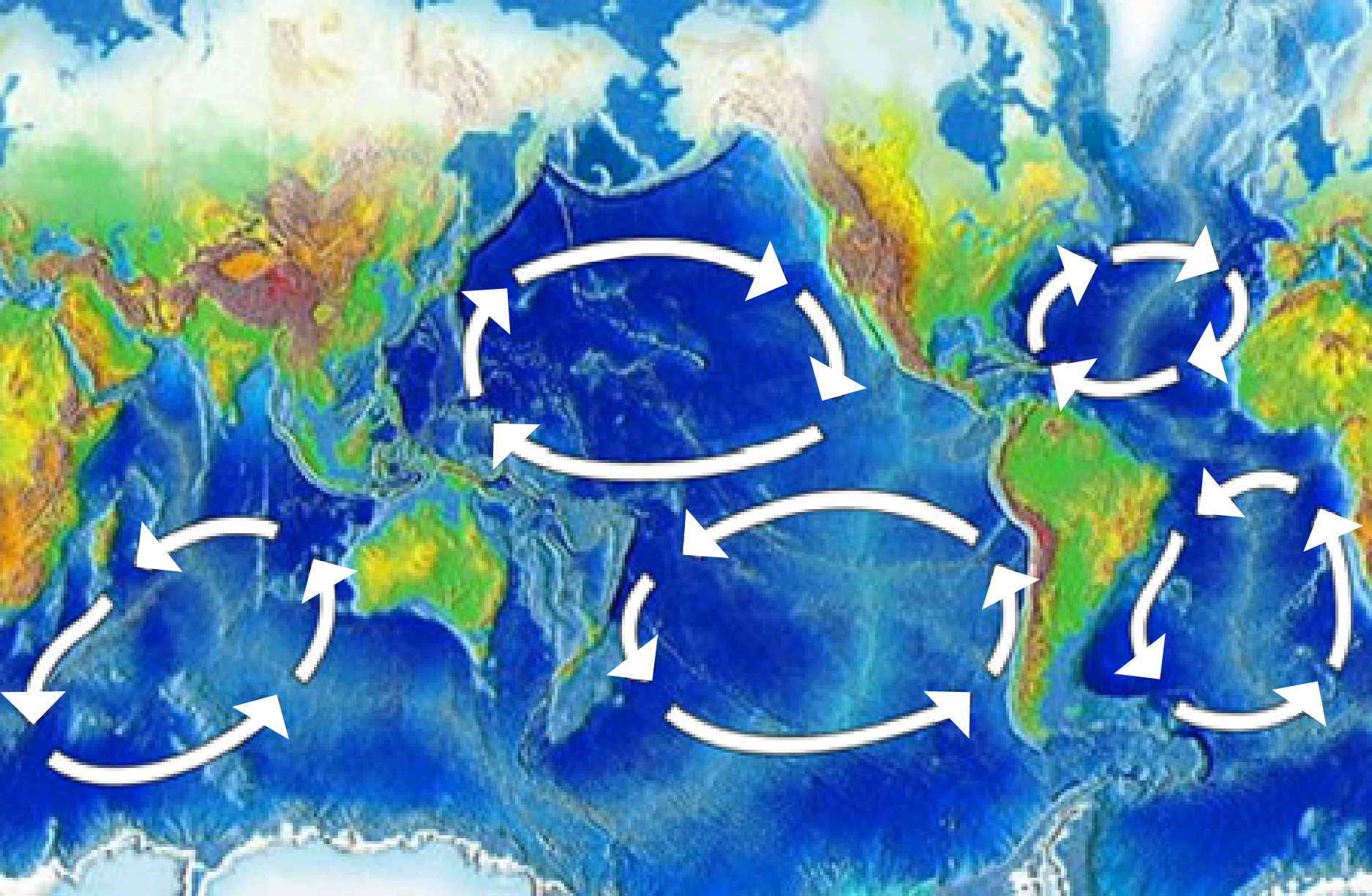
Mappa che illustra la localizzazione delle principali correnti e venti dominanti negli oceani

Il nome di volta do mar largo è stato coniato dai navigatori portoghesi nell'Età delle scoperte, inizialmente nell'Atlantico settentrionale quando, al ritorno dalle coste africane equatoriali, avevano scoperto di essere obbligati ad allontanarsi dalla tradizionale rotta sotto costa e a avventurarsi in mare aperto, per evitare il mar dei Sargassi e a attraversare l'Atlantico centrale per effettuare un circolo che li portava fino alle acque delle Azzorre, prima di puntare decisamente verso est per guadagnare terra a Lisbona.
L'importanza geo-strategica delle Azzorre, dell'isola di Ascensione e delle altre isole oceaniche si deve proprio alla convenienza di seguire la volta do largo. Nel caso dell'Atlantico settentrionale, non era possibile la navigazione diretta verso le coste europee, per questo, qualunque naviglio che venisse dall'emisfero Sud (incluso quindi quelli in provenienza dall'India, dalla Cina e dalle altre regioni dell'Asia, doppiando il capo di Buona Speranza) o dai Caraibi, era obbligato a incrociare all'altezza delle Azzorre o poco più a nord. Fu proprio questa situazione a far sì che Angra diventasse lo scalo universale del mare occidentale, secondo quanto riporta lo storiografo Gaspar Frutuoso.
La volta do mar è anche più volte invocata nelle controversie originate a seguito della scoperta del Brasile, dato che si dà per scontato che il fatto di seguire questa rotta avesse portato i navigatori portoghesi a conoscere l'esistenza delle coste brasiliane ben prima della scoperta ufficiale attribuita a Pedro Álvares Cabral.
Cabral era salpato da Lisbona per le Indie nel 1500, con l'intenzione quindi di circumnavigare l'Africa. A un certo punto del viaggio, dopo aver oltrepassato le Canarie, fece rotta a occidente, per cercare di evitare una zona dell'oceano Atlantico nota per la bonaccia, facendo quindi la volta do mar. Ci sono opinioni contrastanti riguardo alla ragione della deviazione, dato che alcuni autori ipotizzano che i portoghesi fossero arrivati in Brasile quattro anni prima. Secondo questa linea di pensiero, in realtà Cabral non aveva bisogno di cercare un cammino più sicuro per le Indie, perché questo era già noto in precedenza in seguito ai viaggi di Vasco da Gama.
La volta do mar nell'Atlantico ha ispirato la scoperta delle stesse condizioni nell'oceano Pacifico da parte di Andrés de Urdaneta che, nel 1565, scoprì una rotta di ritorno da Cebu, nelle Filippine, verso il Messico, inaugurando la rotta di quello che fu battezzato come il galeone di Manila, che era concorrente delle rotte portoghesi verso le Indie.